# ركوب الدراجات في دورة الألعاب البارالمبية الصيفية 2020
أُقيمت منافسات سباق الدراجات في الألعاب البارالمبية الصيفية 2020 في موقعين منفصلين. جرت أحداث سباق الدراجات على المضمار في حلبة إيزو للدراجات خلال الفترة من 25 إلى 28 أغسطس 2021، بينما سباقات الدراجات على الطريق أُقيمت في حلبة فوجي في الفترة من 31 أغسطس إلى 3 سبتمبر 2021.
اُجلت الألعاب الأولمبية والبارالمبية الصيفية 2020 إلى 2021 بسبب جائحة فيروس كورونا. احتفظت الألعاب بتسمية 2020 وأُقيمت من 24 أغسطس إلى 5 سبتمبر 2021.
هيمن دراجوا بريطانيا العظمى وهولندا على منافسات ركوب الدراجات، حيث فازت الدولتان بمجموع 19 ميدالية ذهبية من أصل 51 مسابقة. هيمنت بريطانيا العظمى، كما في دورات 2008 و2012 و2016، على مسابقات المضمار، بينما كانت هولندا قوية بشكل خاص في سباقات الطريق.
من أبرز ما جرى في هذه الدورة كان تتويج البريطانية سارة ستوري بثلاث ميداليات ذهبية. بهذا الإنجاز أصبحت ستوري أنجح رياضية بارالمبية في تاريخ بلادها، محاكية إنجاز جيسون كيني في الألعاب الأولمبية الصيفية 2020، حيث فازت بميدالياتها الذهبية الـ15 والـ16 والـ17 في حضورها الثامن في الألعاب البارالمبية.

## التصنيفات
يُصنف الدراجون خلال دورة الألعاب البارالمبية حسب نوع وشدة إعاقتهم. تُعرف هذه الطريقة بالنظام الوظيفي وقُدمت لأول مرة في عام 2012. يُصنف الدراجون وفقا لقدرتهم الوظيفية عبر أربع فئات كبرى (الدراجة الترادفية للمكفوفين أو ضعاف البصر، الدراجة اليدوية، الدراجة ثلاثية العجلات والدراجة المعيارية). يشير رقم الفئة إلى شدة الإعاقة حيث أنه كلما صغر الرقم عبر ذلك عن ارتفاع شدة الإعاقة، بحيث أن الرقم "1" هو للدراجين شديدي الإعاقة. يسمح نظام التصنيف لراكبي الدراجات بالتنافس ضد آخرين لديهم مستوى مماثل من الإعاقة.
الدراجون الذين تعافوا من حالة ما أو حالاتهم متدهورة مثل التصلب المتعدد مؤهلون للمشاركة، ولكن يجب إعادة تصنيفهم خلال ستة أشهر من بطولة العالم أو الألعاب البارالمبية لضمان العدل والمساواة بين المتنافسين. المعدات الخاصة بما في ذلك الأطراف الاصطناعية مسموح باستعمالها فقط في المسابقات التي تم فيها السماح باستعمالها.
بي – الدراجة الترادفية
هذه الفئة مخصصة للدراجين الذين لديهم إعاقات بصرية وبالتالي يركبون دراجات ترادفية مع مرشد. هؤلاء الدراجين قد يكون لديهم أي مستوى من الإعاقة البصرية من عدم إدراك الضوء في أي من العينين وصولا إلى حدة بصرية 6/60 و/أو مجال بصري أقل من 20 درجة.
إتش (1-5) – الدراجة اليدوية
هذه الفئة مخصصة للدراجين الذين هم مبتورو الأطراف السفلى، أو لديهم شلل نصفي أو رباعي ويركبون دراجة يدوية باستخدام الذراعين لتدوير الدواسات للدفع. راكبو الدراجات من الفئة إتش 1-4 يتنافسون في وضعية الاستلقاء، بينما راكبو الدراجات من الفئة إتش 5 يتسابقون في وضعية الركوع.
تي (1-2) – الدراجة ثلاثية العجلات
هذه الفئة مخصصة للدراجين الذين لديهم حالة عصبية أو إعاقة لها تأثير مماثل على ركوب الدراجات بحيث لا يمكنهم التنافس على دراجة معيارية لأسباب التوازن.
سي (1-5) – الدراجة القياسية
هذه الفئة مخصصة للدراجين الذين لديهم إعاقة حركة متوسطة ولا يحتاجون إلى دراجة ثلاثية العجلات. في كثير من الحالات سيُسمح بتعديل لاستعمال طرف اصطناعي للساق أو الذراع.

### المسابقات المعدلة
تخضع بعض مسابقات ركوب الدراجات لبعض التعديلات، ويبلغ مجموع هذه المسابقات 16 مسابقة في المجموع ما بين منافسات المضمار والطريق. يمكن أن تطرأ هذه التعديلات عندما يتنافس دراجون من فئات مختلفة ضد بعضهم البعض، الأمر الذي يحتم الأخذ في عين الاعتبار شدة إعاقة كل متنافس عند تحديد النتائج. ونتيجة لذلك، قد يتم تعديل أوقات بعض الدراجين بينما تبقى التوقيتات الأخرى لباقي المتنافسين من دون تعديل، على الرغم من أنهم في نفس المسابقة. تذهب الميدالية الذهبية للرياضي صاحب أسرع وقت بعد حساب جميع الأوقات المطلوبة. لذلك من الممكن أن يكسر دراج رقما قياسيا بارالمبيا أو عالميا في مسابقة ما، ولكن قد يوضع في الترتيب النهائي للسباق خلف رياضي مصنف بشكل مختلف في تلك المسابقة بعد إجراء هذه التعديلات. في مثل هذه الحالة، يُعامل الرقم القياسي كرقم قياسي عالمي رسمي، أو حسب الحالة، رقم قياسي بارالمبي ضمن تصنيف الدراج في تلك المسابقة.
لا ينبغي الخلط بين إجراءات التعديل ومسابقات معينة حيث يحق للرياضيين ذوي الإعاقة الأكبر التنافس في سباق للرياضيين ذوي الإعاقة 'الأقل'، على سبيل المثال مبتورو الساقين (مثل أوسكار بيستوريوس) يتنافس بشكل عادي في نفس السباق مع عدائين مبتورة لديهم ساق واحدة مثل جوني بيكوك أو ريتشارد براون. في مثل هذه السباقات، لا يؤخذ أي تعديل في الاعتبار. في ركوب الدراجات، عدد من سباقات الطريق متعددة التصنيفات ولكن لا يطرأ على النتائج أي تعديلات، على الرغم من أن السباقات ضد الساعة لنفس التصنيفات تطرأ تعديلات على نتائجها.

## الدول المشاركة
يبلغ عدد المشاركين الإجمالي 230 دراجا ودراجة، وهم كالتالي:
- الأرجنتين (3)
- أستراليا (12)
- النمسا (6)
- بلجيكا (8)
- البرازيل (5)
- كندا (8)
- الصين (8)
- كولومبيا (6)
- كوستاريكا (1)
- كوبا (1)
- جمهورية التشيك (5)
- الدنمارك (1)
- فنلندا (2)
- فرنسا (10)
- ألمانيا (12)
- بريطانيا العظمى (20)
- اليونان (2)
- غيانا (1)
- المجر (2)
- إندونيسيا (1)
- إيران (1)
- جزيرة أيرلندا (5)
- إيطاليا (11)
- اليابان (4) (الدولة المضيفة)
- ماليزيا (5)
- هولندا (10)
- نيوزيلندا (6)
- بيرو (1)
- بولندا (7)
- البرتغال (2)
- رومانيا (2)
- RPC (8)
- صربيا (1)
- سنغافورة (1)
- سلوفاكيا (5)
- سلوفينيا (1)
- جنوب إفريقيا (3)
- كوريا الجنوبية (3)
- إسبانيا (10)
- السويد (4)
- سويسرا (5)
- تايلاند (1)
- أوكرانيا (2)
- الولايات المتحدة (14)
- فنزويلا (1)

### جدول الميداليات
فيما يلي الجدول النهائي للميداليات بعد انتهاء جميع منافسات ركوب الدراجات في هذه الدورة من الألعاب البارالمبية.
المفتاح
  *   البلد المضيف (البرازيل)
  *   البلد المضيف (مضيف)
| المرتبة | NPC                    | ذهبية | فضية | برونزية | المجموع |
| ------- | ---------------------- | ----- | ---- | ------- | ------- |
| 1       | بريطانيا العظمى (GBR)  | 10    | 11   | 3       | 24      |
| 2       | هولندا (NED)           | 9     | 3    | 4       | 16      |
| 3       | فرنسا (FRA)            | 5     | 4    | 8       | 17      |
| 4       | أستراليا (AUS)         | 4     | 4    | 5       | 13      |
| 5       | ألمانيا (GER)          | 3     | 4    | 5       | 12      |
| 6       | الصين (CHN)            | 3     | 4    | 3       | 10      |
| 7       | الولايات المتحدة (USA) | 3     | 2    | 3       | 8       |
| 8       | RPC (RPC)              | 3     | 0    | 0       | 3       |
| 9       | جزيرة أيرلندا (IRL)    | 2     | 1    | 1       | 4       |
| 9       | سلوفاكيا (SVK)         | 2     | 1    | 1       | 4       |
| 11      | إسبانيا (ESP)          | 2     | 0    | 4       | 6       |
| 12      | اليابان (JPN)*         | 2     | 0    | 0       | 2       |
| 13      | إيطاليا (ITA)          | 1     | 5    | 1       | 7       |
| 14      | النمسا (AUT)           | 1     | 2    | 3       | 6       |
| 15      | جنوب إفريقيا (RSA)     | 1     | 0    | 0       | 1       |
| 16      | بلجيكا (BEL)           | 0     | 2    | 3       | 5       |
| 17      | السويد (SWE)           | 0     | 2    | 2       | 4       |
| 18      | أوكرانيا (UKR)         | 0     | 2    | 1       | 3       |
| 18      | كندا (CAN)             | 0     | 2    | 1       | 3       |
| 20      | رومانيا (ROU)          | 0     | 1    | 0       | 1       |
| 20      | سويسرا (SUI)           | 0     | 1    | 0       | 1       |
| 22      | كولومبيا (COL)         | 0     | 0    | 2       | 2       |
| 23      | بولندا (POL)           | 0     | 0    | 1       | 1       |
| المجموع | المجموع                | 51    | 51   | 51      | 153     |

## الفائزين

### مسابقات الطريق

#### مسابقات الرجال
| Event          | الفئة   | الذهبية                                             | الذهبية  | الفضية                                        | الفضية   | البرونزية                                                     | البرونزية |
| -------------- | ------- | --------------------------------------------------- | -------- | --------------------------------------------- | -------- | ------------------------------------------------------------- | --------- |
| سباق ضد الساعة | بي      | فرنسا · ألكسندر لوفيراس · القائد: كورينتين إرمينولت | 41:54.02 | هولندا · فينسنت تير شور · القائد: تيمو فرانسن | 42:00.77 | إسبانيا · كريستيان فينجي بالبوا · القائد: نويل مارتين إنفانتي | 42:52.12  |
| سباق ضد الساعة | إتش 1   | بيتر دو بريز · جنوب إفريقيا                         | 43:49.41 | فابريزيو كورنيغلياني · إيطاليا                | 45:44.56 | ماكسيم هورديز · بلجيكا                                        | 47:01.23  |
| سباق ضد الساعة | إتش 2   | سيرجيو غاروتي مونيوز · إسبانيا                      | 31:23.53 | لوكا مازوني · إيطاليا                         | 31:23.79 | فلوريان جوانيه · فرنسا                                        | 32:41.62  |
| سباق ضد الساعة | إتش 3   | والتر أبلينغر · النمسا                              | 43:39.17 | فيكو ميركلين · ألمانيا                        | 43:41.06 | لويس ميغيل غارثيا-ماركينا · إسبانيا                           | 43:48.68  |
| سباق ضد الساعة | إتش 4   | جيتزي بلات · هولندا                                 | 37:28.92 | توماس فروفيرث · النمسا                        | 38:30.61 | ألكسندر غريتش · النمسا                                        | 39:58.93  |
| سباق ضد الساعة | إتش 5   | ميتش فاليز · هولندا                                 | 38:12.94 | لويك فيرغنو · فرنسا                           | 39:15.16 | غاري أوريلي · جزيرة أيرلندا                                   | 39:36.46  |
| سباق ضد الساعة | سي 1    | ميخائيل أستاشوف · RPC                               | 24:53.37 | آرون كيث · الولايات المتحدة                   | 24:55.40 | مايكل تويبر · ألمانيا                                         | 24:58.67  |
| سباق ضد الساعة | سي 2    | دارين هيكس · أستراليا                               | 34:39.78 | إيوود فرومانت · بلجيكا                        | 36:11.79 | ألكسندر ليوتي · فرنسا                                         | 37:07.16  |
| سباق ضد الساعة | سي 3    | بنجامين واتسون · بريطانيا العظمى                    | 35:00.82 | ستيفن فارياس · ألمانيا                        | 35:57.41 | ماتياس شيندلر · ألمانيا                                       | 36:17.95  |
| سباق ضد الساعة | سي 4    | باتريك كوريل · سلوفاكيا                             | 45:47.10 | يوزف ميتيلكا · سلوفاكيا                       | 46:05.05 | جورج بيسغود · بريطانيا العظمى                                 | 46:08.93  |
| سباق ضد الساعة | سي 5    | دانيال أبراهام غيبرو · هولندا                       | 42:46.45 | يغور ديمينتييف · أوكرانيا                     | 43:19.11 | أليستير دونوهو · أستراليا                                     | 43:36.80  |
| سباق ضد الساعة | تي 1–2  | تشين جيانشين · الصين                                | 25:00.32 | جورجيو فاروني · إيطاليا                       | 27:49.78 | تيم سيلن · بلجيكا                                             | 30:44.21  |
| سباق الطريق    | بي      | هولندا · فينسنت تير شور · القائد: تيمو فرانسن       | 2:59:13  | هولندا · تريستان بانغما · القائد: باتريك بوس  | 3:05:01  | فرنسا · ألكسندر لوفيراس · القائد: كورينتين إرمينولت           | 3:06:14   |
| سباق الطريق    | إتش 1–2 | فلوريان جوانيه · فرنسا                              | 1:49:36  | لوكا مازوني · إيطاليا                         | 1:53:43  | سيرجيو غاروتي مونيوز · إسبانيا                                | 1:54:36   |
| سباق الطريق    | إتش 3   | روسلان كوزنيتسوف · RPC                              | 2:34:35  | هاينز فري · سويسرا                            | 2:34:35  | والتر أبلينغر · النمسا                                        | 2:35:06   |
| سباق الطريق    | إتش 4   | جيتزي بلات · هولندا                                 | 2:15:13  | توماس فروفيرث · النمسا                        | 2:20:56  | ألكسندر غريتش · النمسا                                        | 2:22:38   |
| سباق الطريق    | إتش 5   | ميتش فاليز · هولندا                                 | 2:24:30  | لويك فيرغنو · فرنسا                           | 2:24:30  | تيم دي فريس · هولندا                                          | 2:24:40   |
| سباق الطريق    | سي 1–3  | بنجامين واتسون · بريطانيا العظمى                    | 2:04:23  | فينلي غراهام · بريطانيا العظمى                | 2:05:43  | ألكسندر ليوتي · فرنسا                                         | 2:11:06   |
| سباق الطريق    | سي 4–5  | كيفين لو كونف · فرنسا                               | 2:14:49  | يغور ديمينتييف · أوكرانيا                     | 2:15:11  | دانيال أبراهام · هولندا                                       | 2:15:20   |
| سباق الطريق    | تي 1–2  | تشين جيانشين · الصين                                | 51:07    | تيم سيلن · بلجيكا                             | 52:15    | خوان خوسيه بيتانكورت كيروغا · كولومبيا                        | 52:41     |

منافسات النساء
| Event          | الفئة    | الذهبية                                                   | الذهبية  | الفضية                                            | الفضية   | البرونزية                                       | البرونزية |
| -------------- | -------- | --------------------------------------------------------- | -------- | ------------------------------------------------- | -------- | ----------------------------------------------- | --------- |
| سباق ضد الساعة | بي       | جزيرة أيرلندا · كيتي-جورج دانليفي · القائدة: إيف مكريستال | 47:32.07 | بريطانيا العظمى · لورا فاشي · القائدة: كورين هول  | 48:32.06 | السويد · لويز يانرينغ · القائدة: آنا سفاردستروم | 49:36.06  |
| سباق ضد الساعة | إتش 1–3 ‏ | أنيكا زاين · ألمانيا                                      | 32:46.97 | فرانشيسكا بورشيلاتو · إيطاليا                     | 33:30.52 | رناتا كالوجا · بولندا                           | 33:50.32  |
| سباق ضد الساعة | إتش 4–5 ‏ | أوكسانا ماسترز · الولايات المتحدة                         | 45:40.05 | سون بيانبيان · الصين                              | 47:26.53 | جينيت يانسن · هولندا                            | 48:45.69  |
| سباق ضد الساعة | سي 1–3 ‏  | كيكو سوغيورا · اليابان                                    | 25:55.76 | آنا بيك · السويد                                  | 26:18.03 | بايج غريكو · أستراليا                           | 26:37.54  |
| سباق ضد الساعة | سي 4 ‏    | شون موريلي · الولايات المتحدة                             | 39:33.79 | إميلي بيتريكولا · أستراليا                        | 39:43.09 | ميغ ليمون · أستراليا                            | 41:14.42  |
| سباق ضد الساعة | سي 5 ‏    | سارة ستوري · بريطانيا العظمى                              | 36:08.90 | كريستال لان · بريطانيا العظمى                     | 37:40.89 | كيرستين براشتندورف · ألمانيا                    | 38:34.49  |
| سباق ضد الساعة | تي 1–2 ‏  | يانا مايونكي · ألمانيا                                    | 36:06.17 | كارول كوك · أستراليا                              | 36:38.46 | أنجيليكا دريوك-كايزر · ألمانيا                  | 36:53.88  |
| سباق الطريق    | بي       | جزيرة أيرلندا · كيتي-جورج دانليفي · القائدة: إيف مكريستال | 2:35:53  | بريطانيا العظمى · صوفي أونوين · القائدة: جيني هول | 2:36:00  | السويد · لويز يانرينغ · القائدة: آنا سفاردستروم | 2:36:00   |
| سباق الطريق    | إتش 1–4 ‏ | جينيت يانسن · هولندا                                      | 56:15    | أنيكا زاين · ألمانيا                              | 56:21    | أليسيا دانا · الولايات المتحدة                  | 56:24     |
| سباق الطريق    | إتش 5 ‏   | أوكسانا ماسترز · الولايات المتحدة                         | 2:23:39  | سون بيانبيان · الصين                              | 2:26:50  | كاتيا آيري · إيطاليا                            | 2:28:11   |
| سباق الطريق    | سي 1–3 ‏  | كيكو سوغيورا · اليابان                                    | 1:12:55  | آنا بيك · السويد                                  | 1:13:11  | بايج غريكو · أستراليا                           | 1:13:11   |
| سباق الطريق    | سي 4–5 ‏  | سارة ستوري · بريطانيا العظمى                              | 2:21:51  | كريستال لان · بريطانيا العظمى                     | 2:21:58  | ماري باتوييه · فرنسا                            | 2:23:49   |
| سباق الطريق    | تي 1–2 ‏  | يانا مايونكي · ألمانيا                                    | 1:00:58  | أنجيليكا دريوك-كايزر · ألمانيا                    | 1:03:40  | جيل والش · الولايات المتحدة                     | 1:05:48   |

الفرق المختلطة
| Event        | الفئة    | الذهبية                                                 | الذهبية | الفضية                                             | الفضية | البرونزية                                                           | البرونزية |
| ------------ | -------- | ------------------------------------------------------- | ------- | -------------------------------------------------- | ------ | ------------------------------------------------------------------- | --------- |
| سباق التتابع | إتش 1–5 ‏ | إيطاليا · باولو تشيكيتو · لوكا مازوني · دييغو كولومباري | 52:32   | فرنسا · رياض طارسيم · فلوريان جوانني · لويك فيرغنو | 53:03  | الولايات المتحدة · رايان بيني · أليسيا دانا · ألفريدو دي لوس سانتوس | 53:11     |

### منافسات المضمار
مسابقات الرجال
| Event                 | الفئة   | الذهبية                                          | الذهبية     | الفضية                                                  | الفضية                | البرونزية                                         | البرونزية   |
| --------------------- | ------- | ------------------------------------------------ | ----------- | ------------------------------------------------------- | --------------------- | ------------------------------------------------- | ----------- |
| سباق ضد الساعة        | بي      | بريطانيا العظمى · نيل فاشي · القائد: مات روذرهام | 58.038 WR   | بريطانيا العظمى · جيمس بول · القائد: لويس ستيوارت       | 59.503                | فرنسا · رافائيل بوجييه · القائد: فرانسوا بيرفيس   | 1:00.472    |
| سباق ضد الساعة        | سي 1–3 ‏ | لي زانغيو · الصين                                | 1:03.877 WR | ألكسندر ليوتيه · فرنسا                                  | 1:05.031 WR           | جاكو فان غاس · بريطانيا العظمى                    | 1:05.569 WR |
| سباق ضد الساعة        | سي 4–5 ‏ | ألفونسو كابللو · إسبانيا                         | 1:01.557 WR | جودي كاندي · بريطانيا العظمى                            | 1:01.847 PR           | يوزف ميتيلكا · سلوفاكيا                           | 1:04.786    |
| سباق المطاردة الفردية | بي      | هولندا · تريستان بانغما · القائد: باتريك بوس     | —           | بريطانيا العظمى · ستيفن بيت (دراج) · القائد: آدم دوغلبي | تم تجاوزه خلال السباق | فرنسا · ألكسندر لوفيراس · القائد: كورنتين إيرمينو | 4:08.126    |
| سباق المطاردة الفردية | سي 1 ‏   | ميخائيل أستاشوف · RPC                            | —           | تريستن تشيرنوف · كندا                                   | تم تجاوزه خلال السباق | لي زانغيو · الصين                                 | 3:39.273    |
| سباق المطاردة الفردية | سي 2 ‏   | ألكسندر ليوتيه · فرنسا                           | 3:31.478 WR | دارين هيكس · أستراليا                                   | 3:35.064              | ليانغ غويهوا · الصين                              | 3:34.781    |
| سباق المطاردة الفردية | سي 3 ‏   | جاكو فان غاس · بريطانيا العظمى                   | 3:20.987    | فينلي غراهام · بريطانيا العظمى                          | 3:22.000              | ديفيد نيكولاس · أستراليا                          | 3:25.877    |
| سباق المطاردة الفردية | سي 4 ‏   | يوزف ميتيلكا · سلوفاكيا                          | —           | كارول-إدوارد نوفاك · رومانيا                            | تم تجاوزه خلال السباق | دييغو خيرمان دوناس · كولومبيا                     | 4:35.607    |
| سباق المطاردة الفردية | سي 5 ‏   | دوريان فولون · فرنسا                             | 4:20.757    | أليستير دونوهو · أستراليا                               | 4:24.095              | يغور ديمينتييف · أوكرانيا                         | 4:22.746    |

مسابقات النساء
| Event                 | الفئة   | الذهبية                                          | الذهبية     | الفضية                                                    | الفضية                 | البرونزية                                         | البرونزية |
| --------------------- | ------- | ------------------------------------------------ | ----------- | --------------------------------------------------------- | ---------------------- | ------------------------------------------------- | --------- |
| سباق ضد الساعة        | بي      | هولندا · لاريسا كلاسن · القائدة: إيمكي برومر     | 1:05.291 PR | بريطانيا العظمى · إيلين ماكغلين · القائدة: هيلين سكوت     | 1:06.743               | بلجيكا · غريت هوت · القائدة: آنيلين مونسيير       | 1:07.943  |
| سباق ضد الساعة        | سي 1–3 ‏ | أماندا ريد · أستراليا                            | 35.581 WR   | أليدا نوربرويس · هولندا                                   | 36.057                 | تشيان وانغوي · الصين                              | 38.070 WR |
| سباق ضد الساعة        | سي 4–5 ‏ | كادينا كوكس · بريطانيا العظمى                    | 34.433 WR   | كيت اوبراين · كندا                                        | 35.439                 | كارولين غروت · هولندا                             | 35.599 WR |
| سباق المطاردة الفردية | بي      | بريطانيا العظمى · لورا فاشي · القائدة: كورين هول | 3:19.560    | جزيرة أيرلندا · كيتي-جورج دانليفي · القائدة: إيف مكريستال | 3:21.505               | بريطانيا العظمى · صوفي أونوين · القائدة: جيني هول | 3:23.446  |
| سباق المطاردة الفردية | سي 1–3 ‏ | بايج غريكو · أستراليا                            | 3:50.815 WR | وانغ شياومي · الصين                                       | 3:54.975               | دينيس شيندلر · ألمانيا                            | 3:55.120  |
| سباق المطاردة الفردية | سي 4 ‏   | إميلي بيتريكولا · أستراليا                       | —           | شون موريلي · الولايات المتحدة                             | تم تجاوزه خلال السباق  | كيلي شو · كندا                                    | 3:48.342  |
| سباق المطاردة الفردية | سي 5 ‏   | سارة ستوري · بريطانيا العظمى                     | —           | كريستال لان · بريطانيا العظمى                             | تم تجاوزها خلال السباق | ماري باتوييه · فرنسا                              | 3:39.233  |

المسابقات المختلطة
| Event               | الفئة  | الذهبية                                                   | الذهبية   | الفضية                                      | الفضية | البرونزية                                                               | البرونزية |
| ------------------- | ------ | --------------------------------------------------------- | --------- | ------------------------------------------- | ------ | ----------------------------------------------------------------------- | --------- |
| سباق السرعة الجماعي | سي 1–5 | بريطانيا العظمى · كادينا كوكس · جاكو فان غاس · جودي كاندي | 47.579 WR | الصين · لي زانغيو · وو غوكينغ · لاي شانزانغ | 47.685 | إسبانيا · ريكاردو تين أرخيليس · بابلو خاراميو غايارديو · ألفونسو كابللو | 49.209    |

## وصلات خارجية
- النتائج الكاملة للسباقات على الطريق نسخة محفوظة 3 September 2021 على موقع واي باك مشين.
- النتائج الكاملة للسباقات على المضمار نسخة محفوظة 28 August 2021 على موقع واي باك مشين.